# 鷗外鷗
鷗外鷗（1911年—1995年），原名李宗大，廣東東莞虎門人，香港作家。

## 生平
1925至1927年積極參加學生運動。1930年開始發表詩作。1937年主編《詩群眾》月刊及擔任《中國詩壇》編委，1938年在香港主編《中學知識》月刊，後任國際印刷廠總經理。
1950年代在廣州中民大學、華南聯合大學、華南師範學院任教。1985年由花城出版社出版《鷗外鷗之詩》。